# Yobes Ondieki
Yobes Ondieki, né le 21 février 1961 à Kisii, est un athlète kenyan pratiquant la course de fond.

## Palmarès

### Jeux olympiques d'été
- Jeux olympiques d'été de 1988 à Séoul ( Corée du Sud)
  - 12e sur 5 000 m
- Jeux olympiques d'été de 1992 à Barcelone ( Espagne)
  - 5e sur 5 000 m

### Championnats du monde d'athlétisme
- Championnats du monde de 1991 à Tokyo ( Japon)
  -  Médaille d'or sur 5 000 m

### Jeux du Commonwealth
- Jeux du Commonwealth de 1990 à Auckland ( Nouvelle-Zélande)
  - 9e sur 5 000 m

### Record du monde
- record du monde du 10 000 m lors du Bislett Games 1993 en 26 min 58 s 38